# 群力胡同
39°56′03″N 116°22′30″E / 39.9341093°N 116.3749325°E

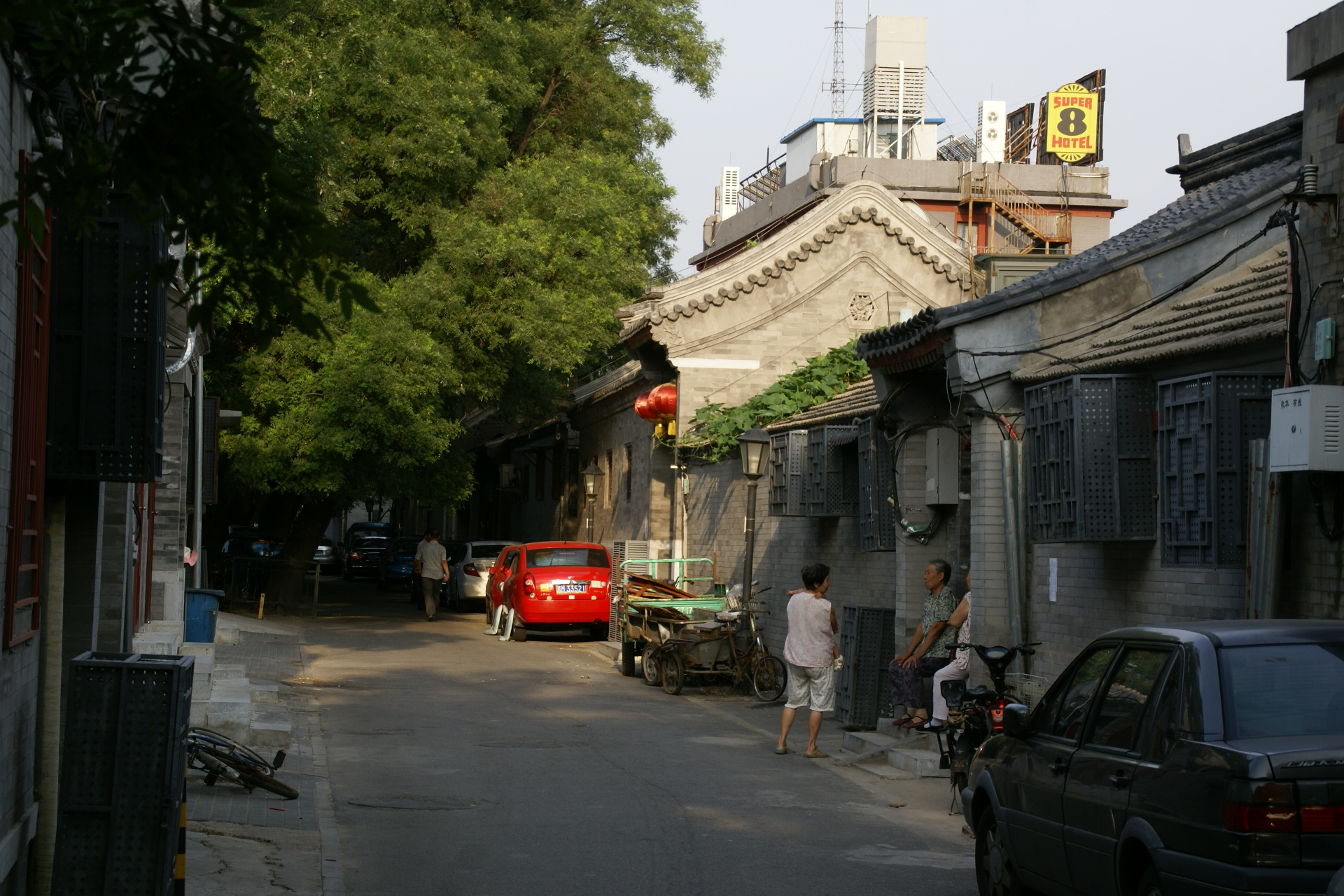
群力胡同

群力胡同，是位于中国北京市西城区东北部的一条胡同。

## 简介
群力胡同东起护仓胡同，西至新街口南大街。该胡同原称“麻状元胡同”（又称“马状元胡同”）。1965年改称“群力胡同”，取群策群力之意。
清朝顺治壬辰（1652）科，满榜状元为麻勒吉，满族人，后改名为“马中骥”。麻状元乃称为马状元。他所居住的胡同遂称为“马状元胡同”，俗称“状元街”。
群力胡同内，北侧原有藏传佛教寺院梵香寺，南侧原有庄亲王府，现均已无存。21世纪初，群力胡同有平安里旅馆、游泳馆等。胡同两侧均建有多层楼，平房已很少。人民剧场的南墙在群力胡同北侧。